# Uffizien
Die Uffizien (offiziell: italienisch Galleria degli Uffizi; deutsch Galerie Uffizien) sind ein Kunstmuseum in Florenz, das eine der wichtigsten kunsthistorischen Sammlungen der Welt beherbergt. Deren Schwerpunkt liegt auf der Malerei und Bildhauerei der Renaissance.
Das Gebäudeensemble wurde zwischen 1560 und etwa 1580 nach Plänen der Architekten Giorgio Vasari, Bernardo Buontalenti und Alfonso Parigi dem Jüngeren errichtet und diente ursprünglich der Aufnahme von Amtsräumen (italienisch Uffizi ‚Büros‘). Von Anfang an war es mit bedeutenden Gemälden, Skulpturen und Plastiken von der Antike bis zum Barock ausgestattet und öffentlich zugänglich. Das Museum stellt mit rund 2 Millionen Besuchern einen Hauptanziehungspunkt der Stadt dar und gilt als die meistbesuchte Kultureinrichtung Italiens.

## Geschichte
Cosimo I. de’ Medici, Großherzog der Toskana, begann 1560 mit der Verwirklichung eines schon länger bestehenden Planes, die wichtigsten Ministerien und Ämter (die sogenannten uffici) in einem Bau zusammenzufassen. Für den Neubau wurde ein ganzes Stadtviertel abgerissen bzw. in den Neubau integriert, wie z. B. die romanische Kirche S. Piero Scheraggio und die Münzprägewerkstatt Zecca, in der die sogenannten Goldflorin hergestellt wurden. Vasari vereinheitlichte die Ansammlung alter und neuer Gebäude durch vorgesetzte Fassaden. Es entstand ein von zwei beinahe gleich aussehenden Fassaden flankierter Platz, der die Piazza della Signoria und das Ufer des Arno verbindet. Der Bau wurde nach Vasaris Tod 1574 von Bernardo Buontalenti und Alfonso Parigi bis ca. 1581 im Äußeren vollendet.
Francesco de’ Medici, Cosimos Nachfolger ab 1574, hatte schon 1570 einen Raum für seine Kunstsammlung im Palazzo Vecchio eingerichtet (das Stanzino del Principe). 1580–1588 wurde durch Buontalenti im Obergeschoss der Uffizien für die Präsentation weiterer Kunstwerke die berühmte Tribuna errichtet, ein Raum auf achteckigem Grundriss, der öffentlich zugänglich war. Parallel wurden im Bogengang des Obergeschosses, der galleria, die Sammlung der Kunstwerke in Familienbesitz präsentiert; durch einen über die Gasse angelegten Verbindungsgang war sie vom Palazzo Vecchio, dem Amtssitz des Herzogs, aus zu erreichen. Verschiedene antike Skulpturen aus Rom, die zunächst im Garten der Villa Medici ausgestellt worden waren, fanden in den Uffizien ihren endgültigen Platz. Das berühmteste Stück ist die sogenannte Mediceische Venus; sie wurde 1618 in der Villa des ehemaligen römischen Kaisers Hadrian aufgefunden; der Typus der Venus pudica, den sie verkörpert, wurde durch ein Original des Griechen Praxiteles im 4. vorchristlichen Jahrhundert angeregt und wirkte später eindringlich auf Künstler wie Pisano oder Botticelli.
Die Tribuna war 1704 durch venezianische Bilder, wie etwa von Tintoretto, Tizian, und Veronese, bereichert worden. Einen weiteren Schwerpunkt bildeten Gemälde von Holbein, van Dyck und niederländischen Malern des 17. Jahrhunderts, die besonders von Cosimo III. geschätzt wurden.
Die Medici ergänzten ihre Kollektion mit weiteren Werken der Malerei und Bildhauerei bis 1737, als mit Gian Gastone de’ Medici der letzte ihrer Großherzöge starb. Anna Maria Luisa de’ Medici, die letzte Repräsentantin des Hauses Medici, vermachte das persönliche Eigentum der Medici der Stadt Florenz – unter der Bedingung, dass es niemals aus der Stadt entfernt würde. Nach ihrem Tod im Jahre 1743 wurden die Sammlungen öffentlich zugänglich gemacht. Im 18. Jahrhundert hatte die Sammlung der Uffizien durch Berichte von Besuchern auch über Florenz hinaus bereits Berühmtheit erlangt; Kunsthistoriker bezeichneten sie deshalb wiederholt als das erste Museum in Europa. Der Ursprung des Begriffs Galerie für eine Gemäldesammlung wird ebenfalls den Galerien der Uffizien zugeschrieben.
Im Erdgeschoss waren Werkstätten von Handwerkern untergebracht, die dem Fürstenhof der Medici zuarbeiteten. Zu ihnen zählte vor dem Ende des 17. Jahrhunderts auch der nach Florenz geworbene Instrumentenmacher Bartolomeo Cristofori, der um 1698 aus dem Cembalo durch die Entwicklung der Anschlagsmechanik den Urtypen des Klaviers entwickelte – die Uffizien sind somit die Geburtsstätte des Klaviers.
Am 27. Mai 1993 explodierte in der Via dei Georgofili neben den Uffizien eine Autobombe der Cosa Nostra. Fünf Menschen starben, und ein großer Teil des Niobe-Saals samt der hier ausgestellten Skulpturen und den Deckenfresken wurde stark beschädigt.
Während Renovierungsarbeiten in den Uffizien im April 2021 fanden Arbeiter zwei lang vermisste Fresken aus dem späten 16. Jahrhundert. Eines wurde in einem Lagerraum im Westflügel unter der Wandverputzung freigelegt. Das Fresko ist ein Porträt von Cosimo II. de’ Medici in Lebensgröße. Als Maler wird ein Manierist aus der Schule von Bernardino Poccetti angenommen. Im gleichen Raum tauchte ein Wandgemälde von Cosimos Vater Ferdinando I. de’ Medici auf.
Als Nachfolger von Eike Schmidt trat im Januar 2024 der italienische Kunsthistoriker Simone Verde das Amt als Direktor der Uffizien an.
Im Juni 2025 beschädigte ein Besucher das Porträt "Ferdinando de’ Medici, Großprinz von Toskana" von Anton Domenico Gabbiani. Museumsdirektor Simone Verde zeigte sich empört, auch weil derartige Unfälle zunehmen würden.

## Gemäldesammlung

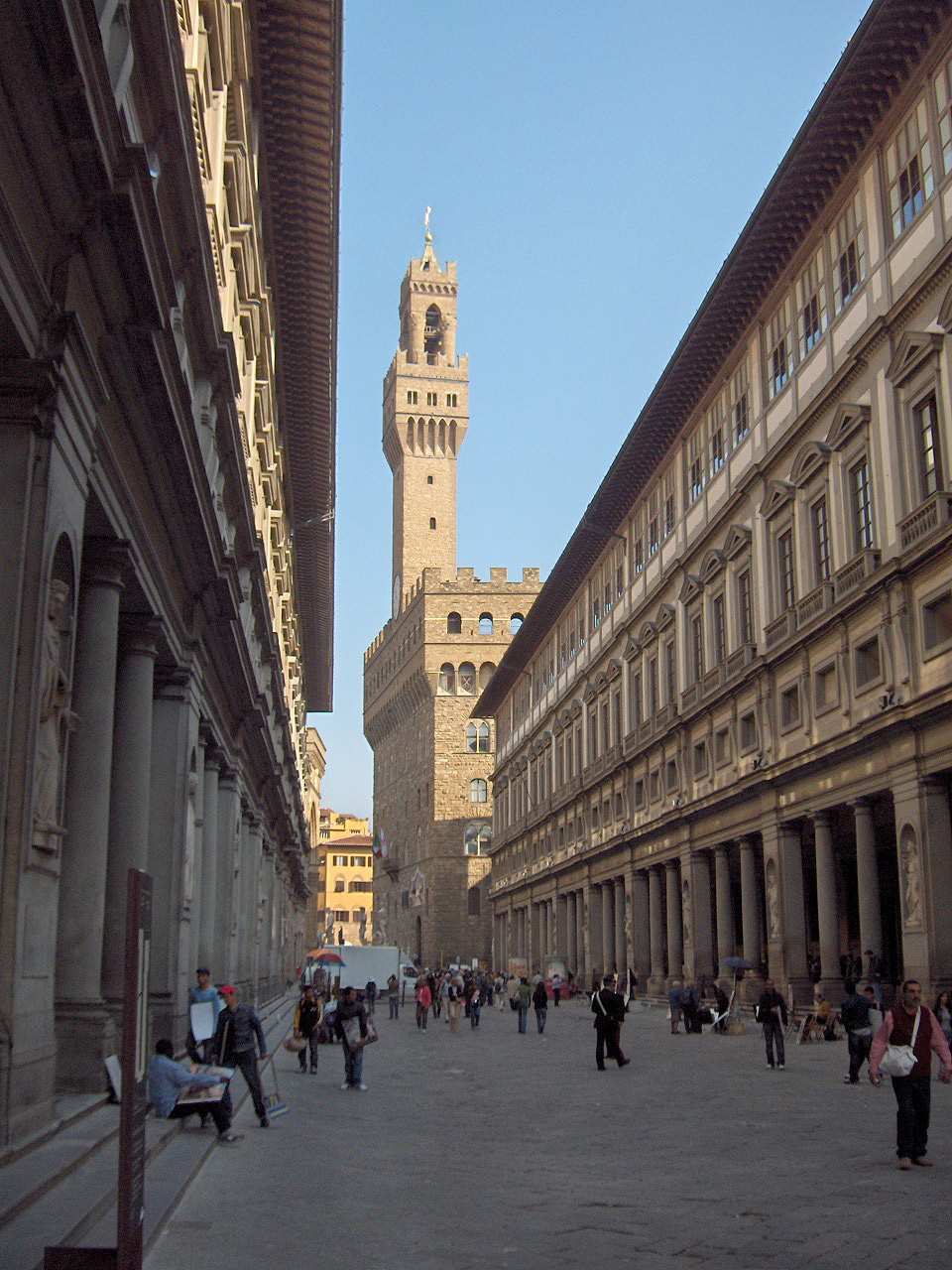
Uffizien, fotografiert in Richtung der Piazza della Signoria, hinten Palazzo Vecchio

In der dritten Etage des Gebäudes ist heute die Gemäldesammlung Galleria degli Uffizi untergebracht, die ihren Schwerpunkt auf Werke der italienischen Renaissance legt. Darüber hinaus umfasst die Sammlung Gemälde aus dem 13.–18. Jahrhundert und viele Werke flämischer, niederländischer, französischer und deutscher Künstler dieser Zeit.
Eine umfangreiche Ausstellung von Selbstporträts aller Epochen bis in die Gegenwart ist im Corridoio Vasariano zu sehen. Dieser Teil des Gebäudes, ebenfalls von Vasari erbaut, verbindet die Uffizien auf der einen Seite mit dem Palazzo Vecchio und auf der anderen Seite, oberhalb des Ponte Vecchio verlaufend, mit dem Palazzo Pitti.
In der zweiten Etage befindet sich die von Leopoldo de Medici im 17. Jahrhundert begründete Sammlung von Zeichnungen und Drucken.
Darüber hinaus lassen sich im Erdgeschoss die Reste einer romanischen Kirche besichtigen, die Vasari größtenteils abreißen ließ, um Platz für den Bau der Uffizien zu schaffen.
Ein besonderer Charme der Uffizien-Sammlungen liegt in der Reihung der Säle geborgen, indem sie dem zunächst Kunst-Unkundigen in einer historischen Reihung, beginnend bei Skulpturen aus griechischer und römischer Zeit, über die Nutzung von Kunst zu religiösen Zwecken (Ikonen), hin zur Malerei der Renaissance (Befreiung von den Vorgaben der Kirche) und der Neuzeit einen weitenteils chronologischen Abriss der gesamten Malerei und Bildhauerei vermitteln und ihm somit einen logischen, nachvollziehbaren Einstieg in die Bildhauerei, die Malerei und in die Kunstgeschichte Westeuropas geben.

## Exponate (Auswahl)
(Bestände der Galleria degli Uffizi nach Räumen geordnet, Zustand von 2008)
Bildbeispiele: Zur Sammlung gehören unter anderem folgende Gemälde, die den Fokus auf die italienische Renaissance legen, allerdings auch Werke anderer Kulturkreise beinhalten, wie etwa von Hans Holbein d. J., Rembrandt und Jean Siméon Chardin:

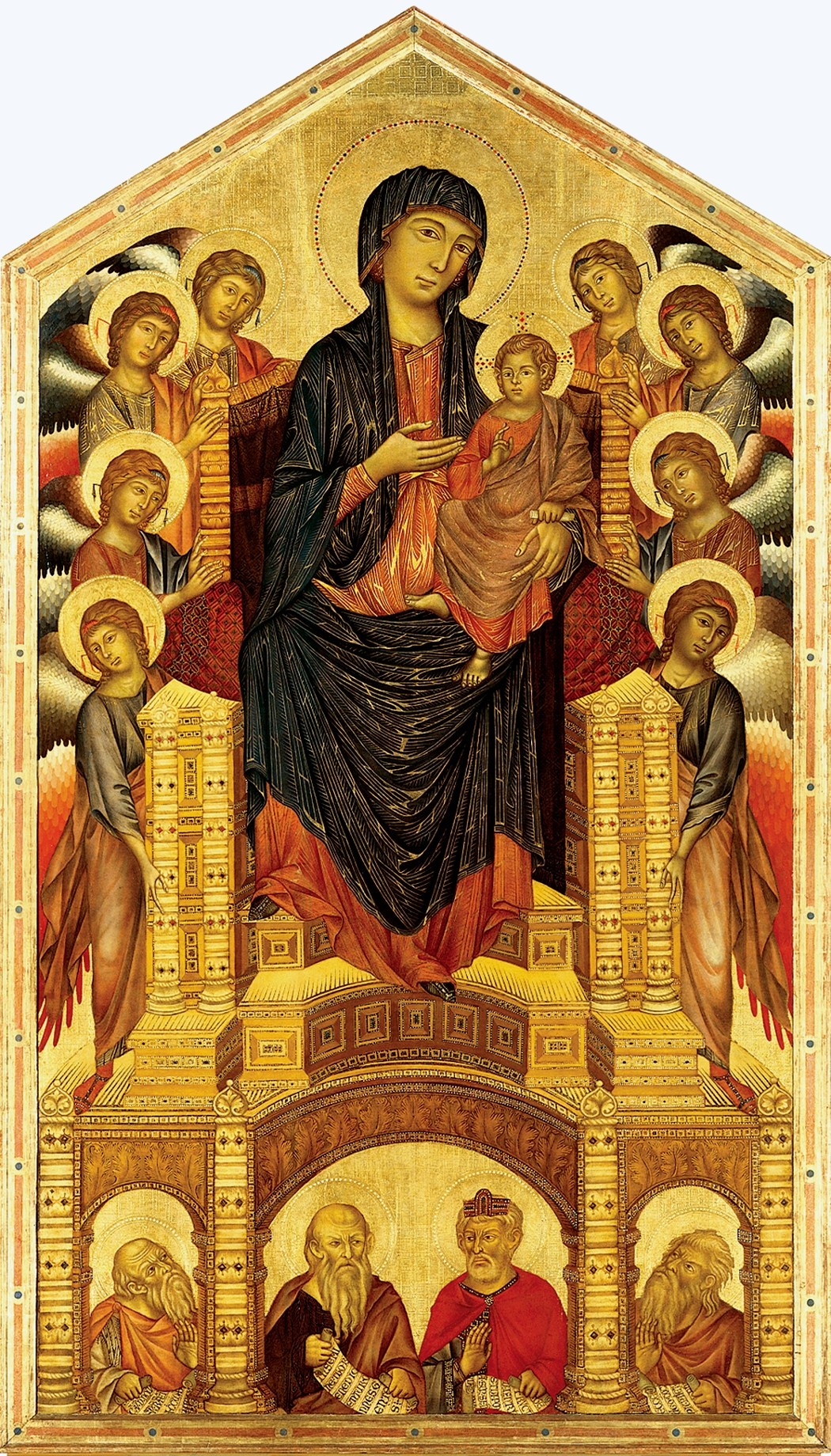
Cimabue: Maestà
Sandro Botticelli: Die Geburt der Venus
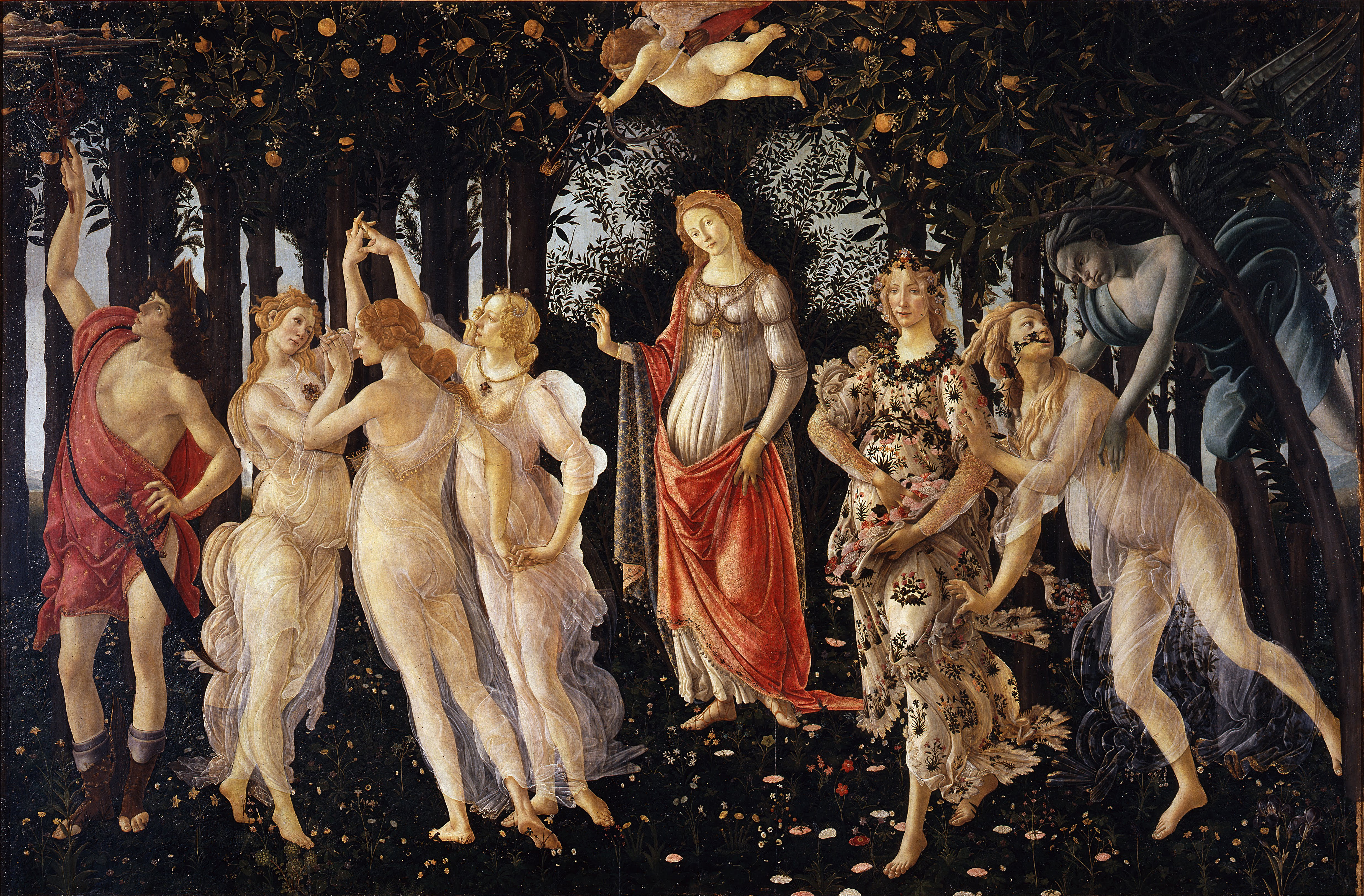
Sandro Botticelli: Primavera
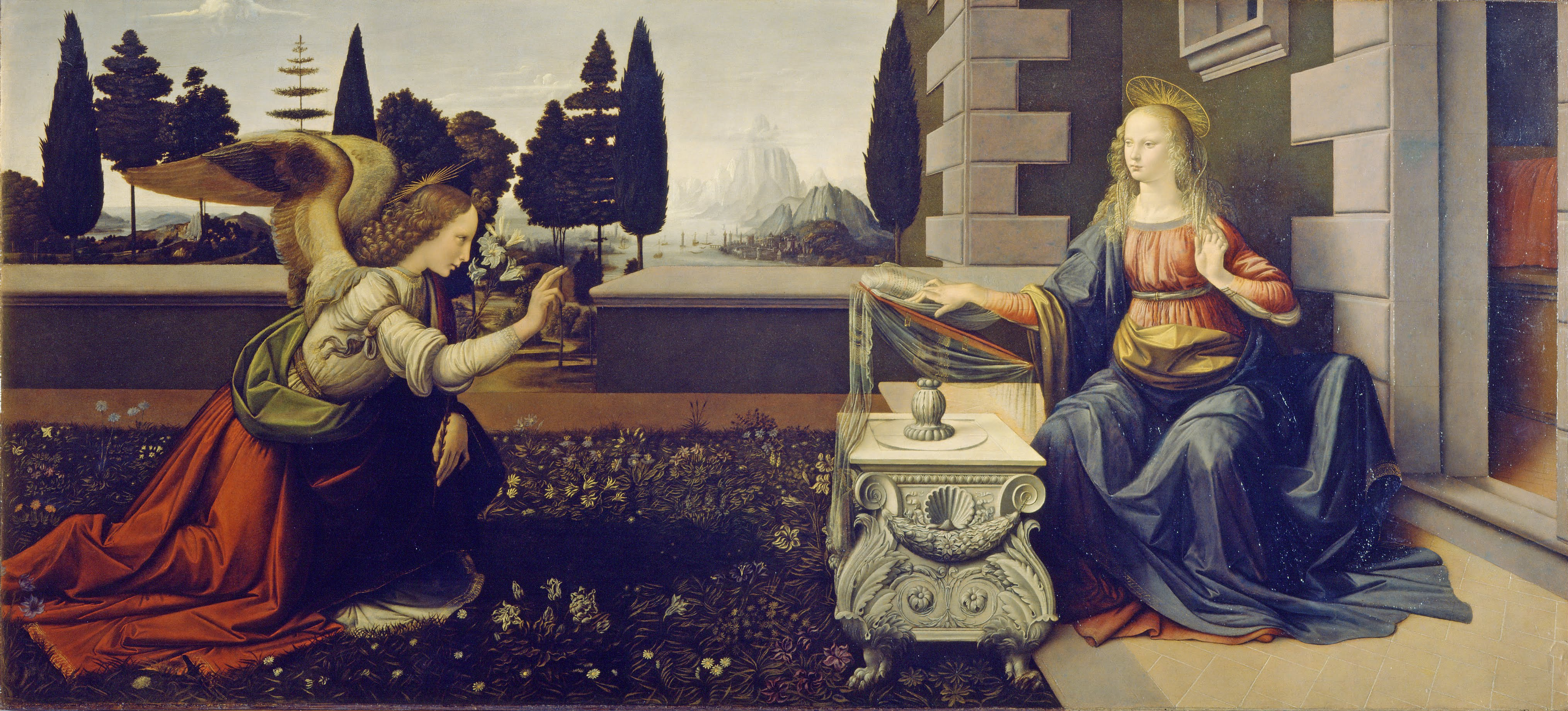
Leonardo da Vinci: Die Verkündigung
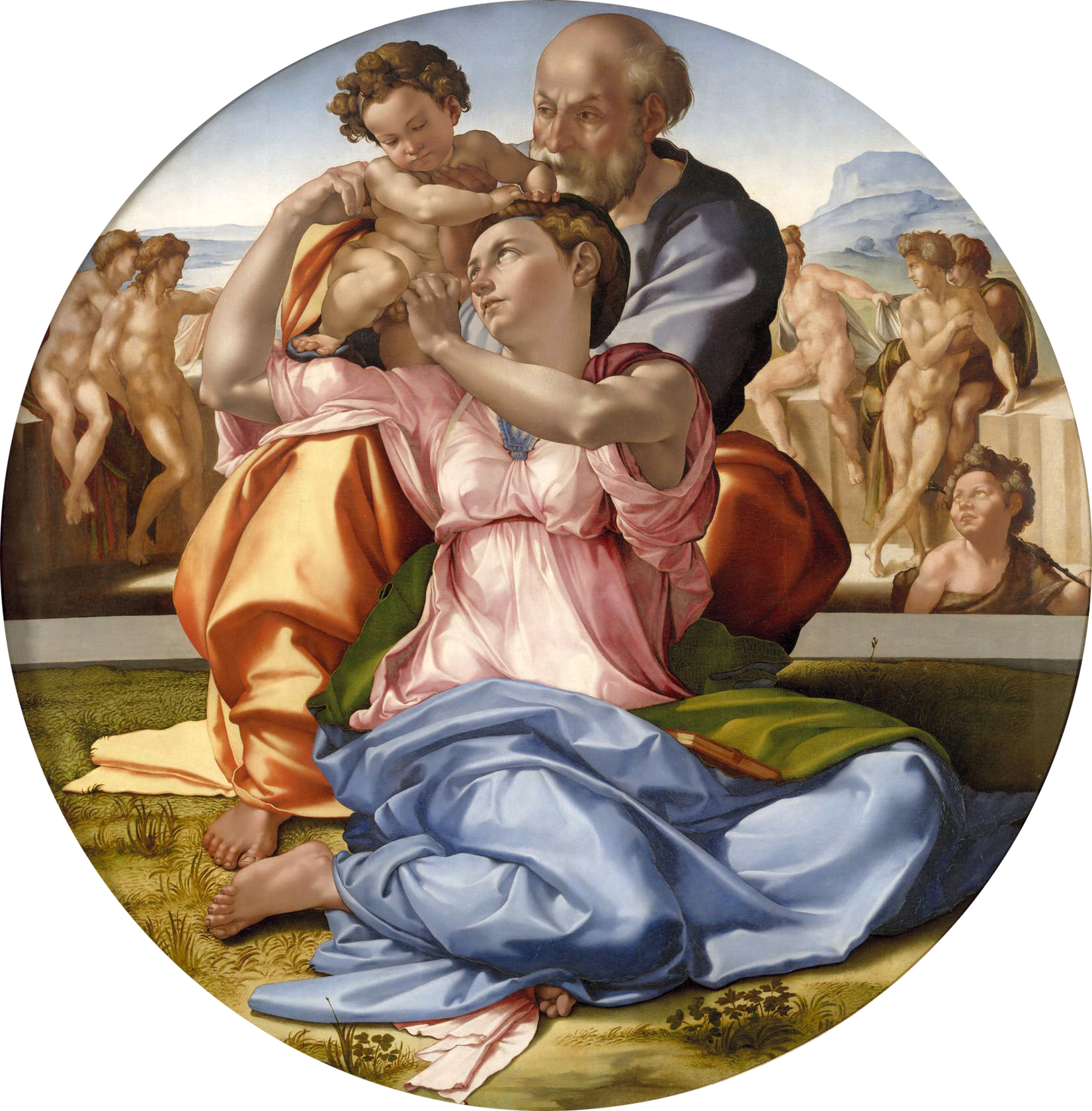
Michelangelo: Tondo Doni
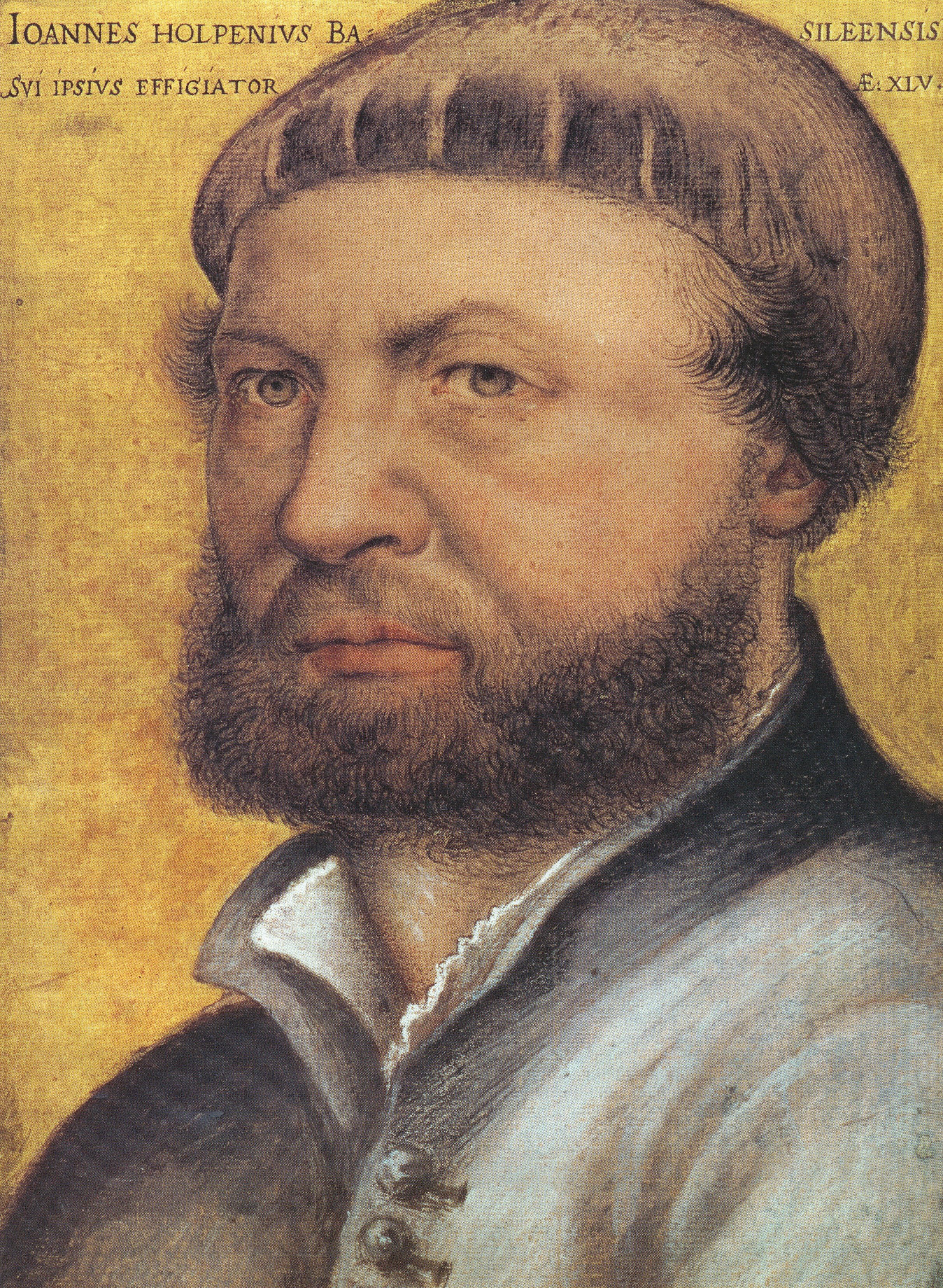
Hans Holbein der Jüngere: Selbstporträt
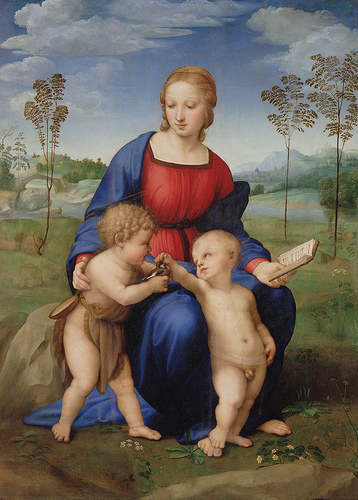
Raffael: Madonna mit dem Stieglitz
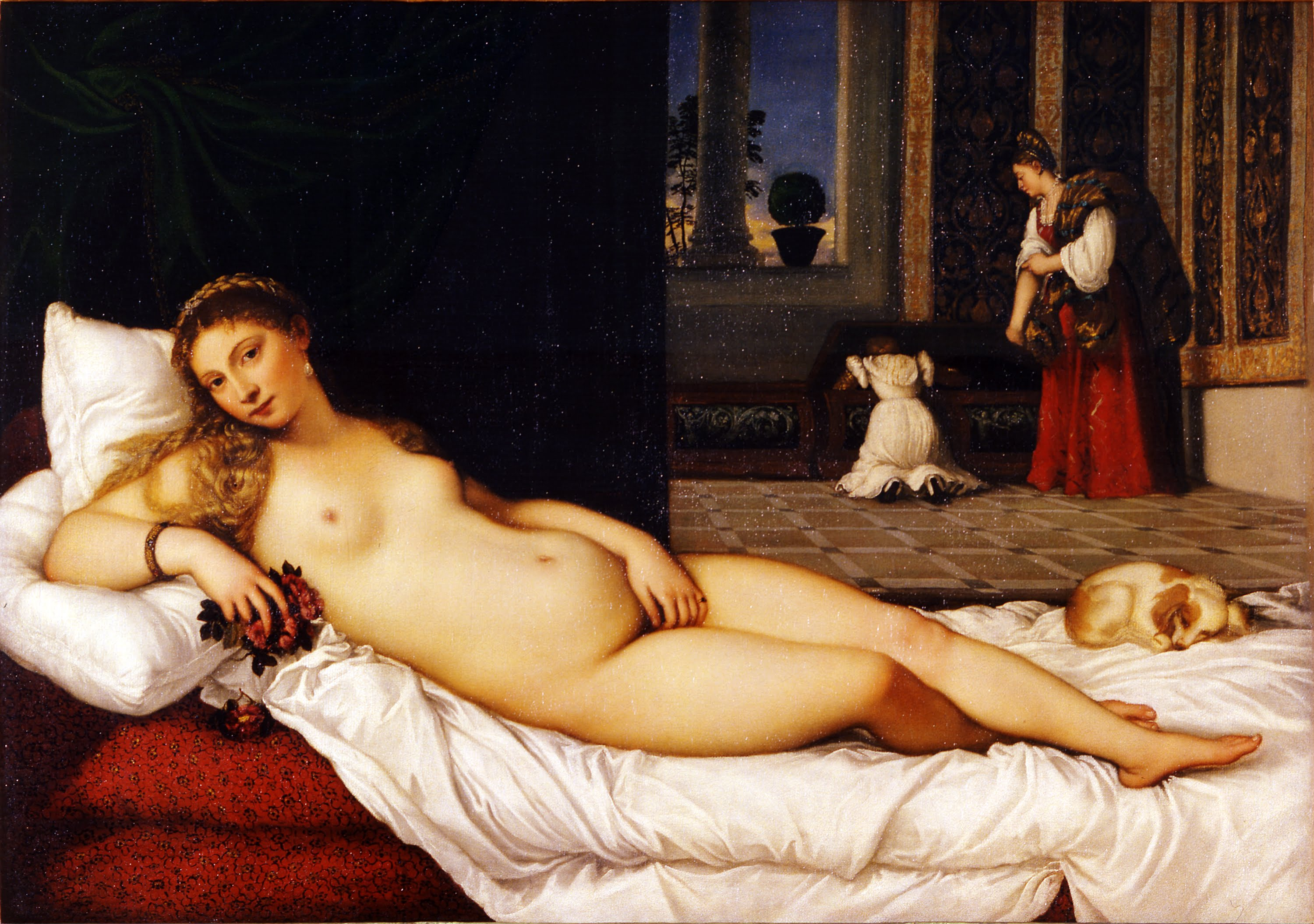
Tizian: Venus von Urbino
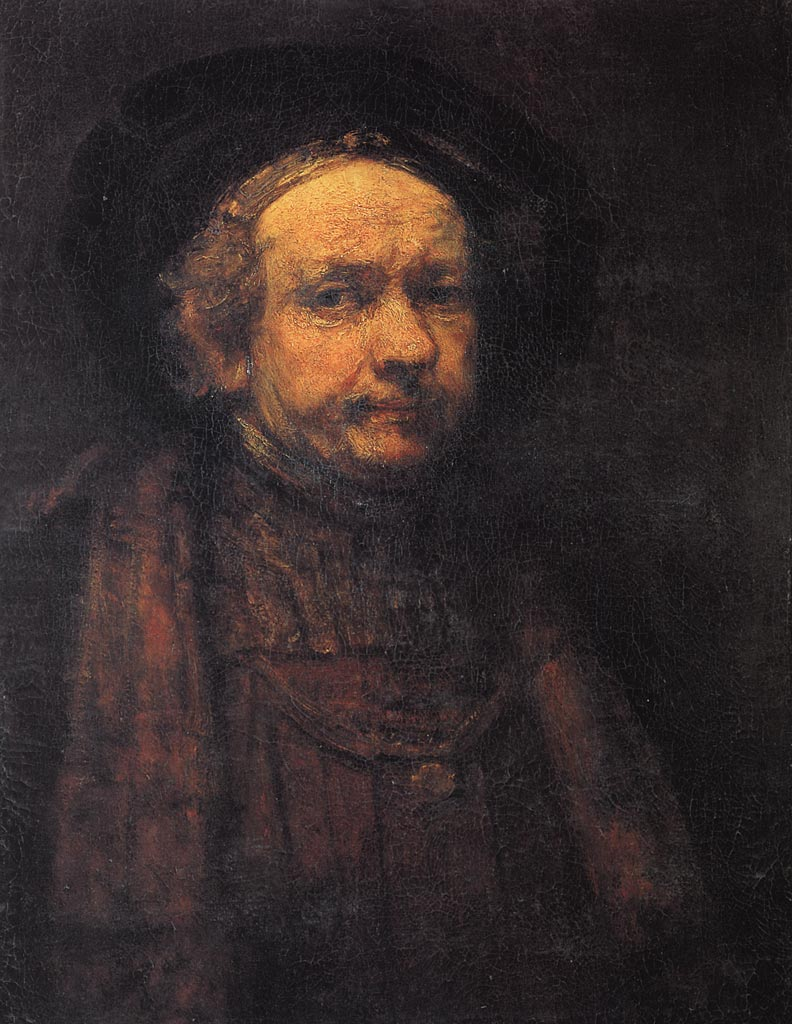
Rembrandt: Selbstporträt
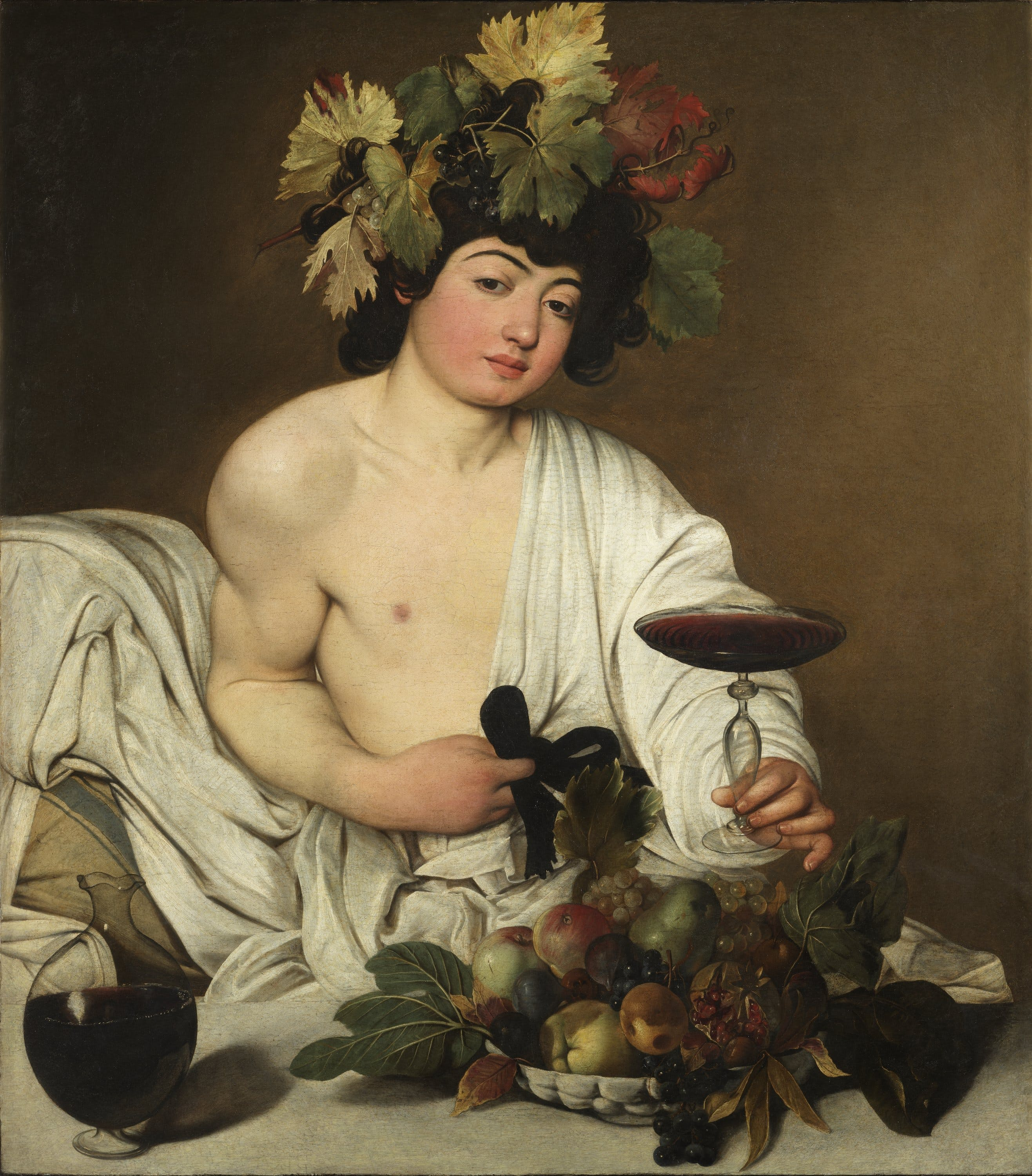
Caravaggio: Bacchus
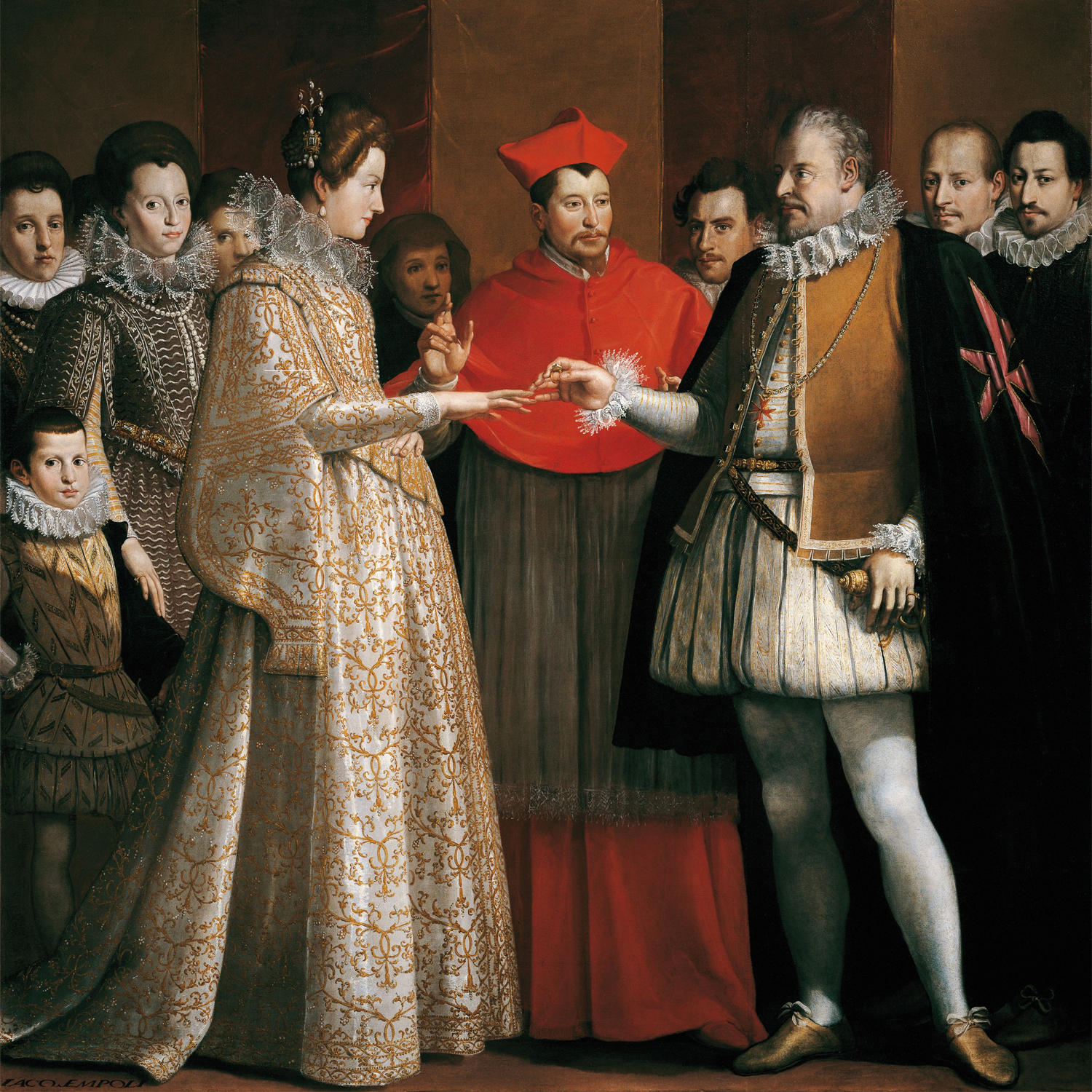
Jacopo da Empoli: Hochzeit Maria de’ Medicis mit Heinrich IV. von Frankreich
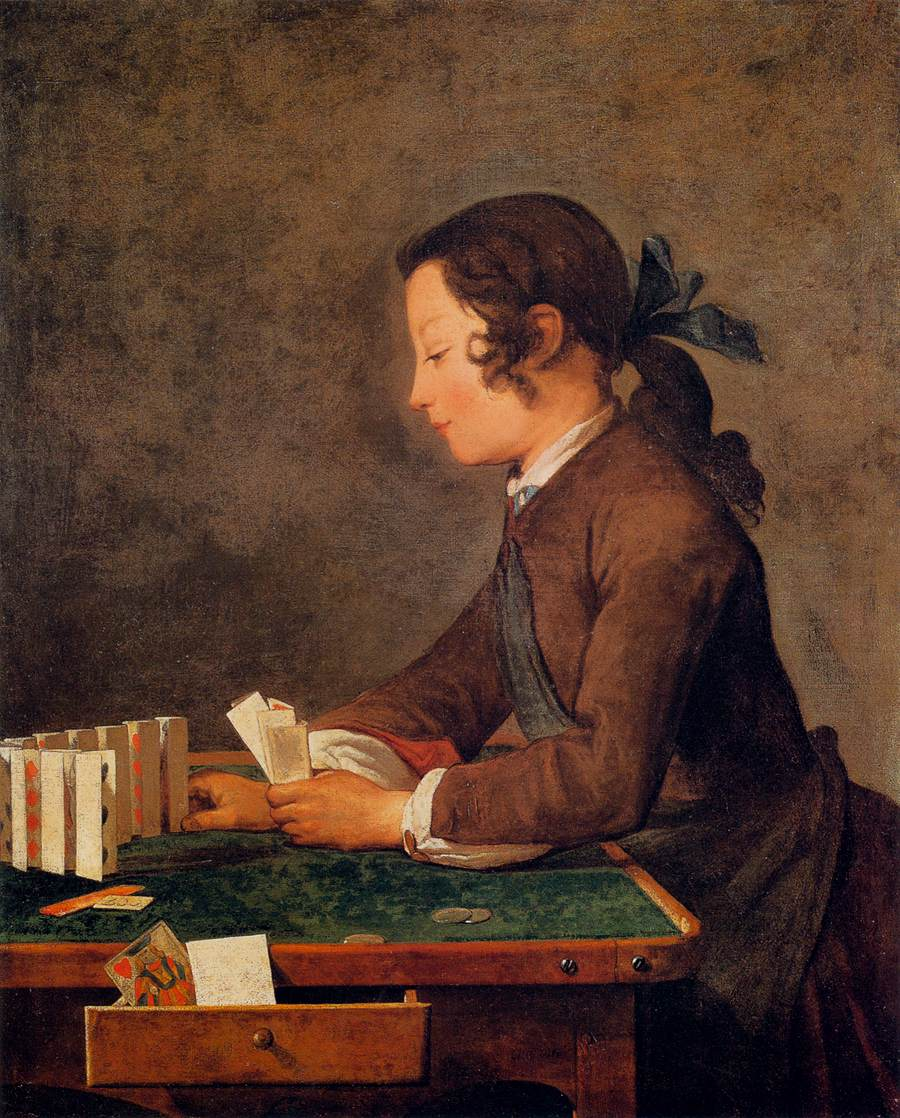
Jean Siméon Chardin: Kartenhaus
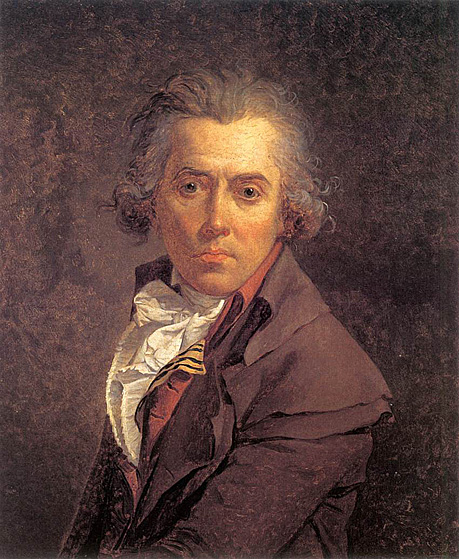
Jacques-Louis David: Selbstporträt
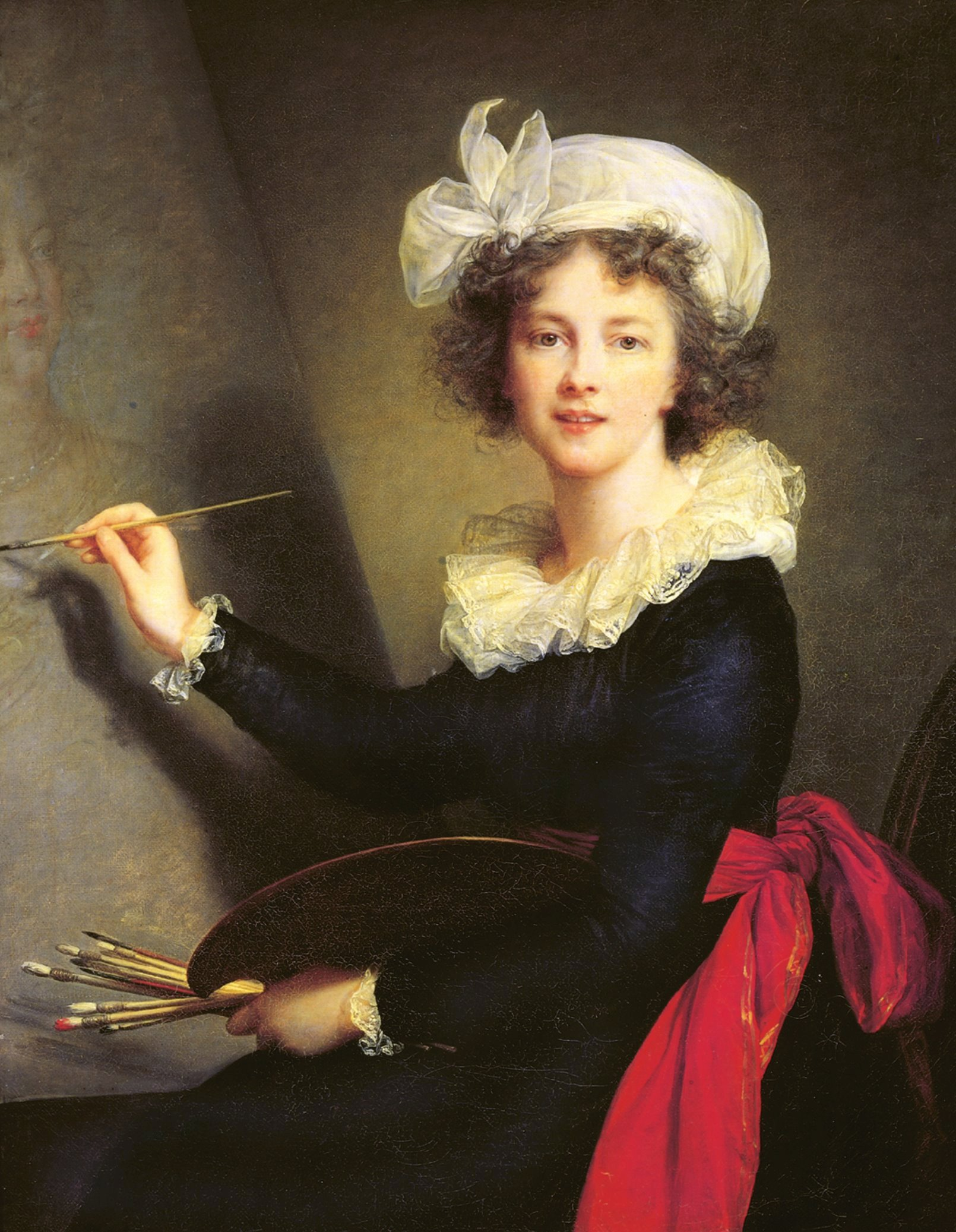
Élisabeth Vigée-Lebrun: Selbstporträt

## Direktoren
Der Direktionsposten der Uffizien ist der Soprintendenza Speciale per il Patrimonio Storico, Artistico ed Etnoantropologico e per il Polo Museale della città di Firenze unterstellt. Die Museumsdirektoren und -direktorinnen in neuerer Zeit:
- 1969–1987: Luciano Berti
- 1987–2005: Annamaria Petrioli Tofani
- 2006–2015: Antonio Natali
- 2015–2023: Eike D. Schmidt
- Seit 2024: Simone Verde

## Dokumentarfilm
- In den Uffizien. (englisch Inside the Uffizi) Dokumentarfilm von Corinna Belz und Enrique Sánchez Lansch. Deutschland 2021 (96 Min, deutsch, englisch).[10]

## Einzelbelege
1. ↑  Uffizi Gallery | museum, Florence, Italy | Britannica. Abgerufen am 14. September 2022 (englisch).
2. ↑  Liste der Hauptsehenswürdigkeiten Italiens. (PDF; 406 kB) In: beniculturali.it. Italienisches Kulturministerium, 2016, archiviert vom Original (nicht mehr online verfügbar) am 13. Mai 2019; abgerufen am 17. März 2025 (italienisch).
3. ↑  Gli Uffizi sorpassano il Colosseo, nel 2021 sono il luogo d'arte più visitato in Italia. 4. April 2022, abgerufen am 23. August 2022 (italienisch).
4. ↑  Gerhard Wolf: Museumskulturen: Europäische Perspektive um 1800. In: Gudrun Swoboda (Hrsg.): Europäische Museumskulturen um 1800. Band 2. Wien / Köln / Weimar 2013, S. 317–355.
5. ↑  Klavierhistorische Publikationen von Steve Pollens, Rosamond Harding: The Pianoforte – its history traced to the Great Exhibition of 1851.
6. ↑  Nora McGreevy: Renaissance-Era Florentine Frescoes Spent Centuries Hidden in Plain Sight. In: smithsonianmag.com, 27. April 2021, abgerufen am 8. März 2022.
Tom Kington: Refurbishment at Uffizi Gallery uncovers Medici-era frescoes. In: thetimes.co, 22. April 2021, abgerufen am 8. März 2022.
7. ↑  Neubesetzungen an italienischen Museen. Personalien. In: kunstforum.de. Kunstforum International GmbH, 22. Dezember 2023, abgerufen am 18. März 2025.
8. ↑  The new Director of the Uffizi Galleries, Simone Verde, takes office. In: uffizi.it. The Uffizi Galleries, 17. Januar 2024, abgerufen am 18. März 2025 (englisch).
9. ↑  Besucher zerstört Gemälde in den Uffizien. 22. Februar 2025, abgerufen am 23. Februar 2025.
10. ↑  In den Uffizien. Regie: Corinna Belz, Enrique Sánchez Lansch – Doku | Film | Kino – Deutschland, 2021 – 96 Min. In: zeroone.de. zero one GmbH, 2021, abgerufen am 17. März 2025 (deutsch, englisch).